# Johan Norberg
Johan Norberg (Estocolmo, 1973) é um autor e historiador sueco, dedicado a promover a globalização econômica e o que ele considera como posições liberais clássicas como meios de reduzir a pobreza no mundo. Ele é, sem dúvida, mais conhecido como o autor de In Defense of Global Capitalism (2001) e Progress: Ten Reasons to Look Forward to the Future . Desde 15 de março de 2007, é membro sênior do Instituto Cato. Em janeiro de 2017, tornou-se editor executivo da Free To Choose Media.
O seu livro "Em defesa do capitalismo global" inspirou um documentário do Channel 4 sobre as vantagens da globalização.
Em 2005 o seu blog (ver o link mais abaixo) foi eleito o melhor da Suécia pelos leitores da revista sueca "Internetworld".

## Obra
- Motståndsmannen Vilhelm Moberg (1997)
- In defense of global capitalism (2001) (o original sueco foi traduzido também para alemão, francês, holandês e turco)